# Jim Parsons
James Joseph Parsons (Houston, Texas, 24 de marzo de 1973), más conocido como Jim Parsons, es un actor de televisión, teatro, cine, y productor estadounidense.
Reconocido con múltiples premios debido a su peculiar forma de actuar, incluidos el de Television Critics Association, el National Association of Broadcasters, cuatro Premios Emmy y también un Premio Globo de Oro por mejor actor de comedia en serie de televisión.
Su papel más conocido es el de Sheldon Cooper, un físico teórico, uno de los personajes principales de la serie televisiva The Big Bang Theory dirigida por Chuck Lorre, de gran éxito en Estados Unidos. Por este papel, obtuvo el Premio Emmy a mejor actor protagonista de comedia en 2010, 2011, 2013, 2014 y el Globo de Oro.

## Biografía
Jim Parsons nació en el Hospital St. Joseph en Houston, Texas, el 24 de marzo de 1973, y se crio en uno de sus suburbios del norte, Spring. Es el hijo de Milton Joseph Parsons, Jr. (6 de febrero de 1949-29 de abril de 2001) y la maestra Judy Ann McKnight. Tiene una hermana, llamada Julie Ann Parsons, que también es maestra. Asistió a Klein Oak High School, y tras varias funciones teatrales escolares, Parsons estaba decidido a convertirse en actor.
Después de graduarse en la escuela secundaria, Parsons obtuvo la licenciatura de teatro de la Universidad de Houston. Fue prolífico durante este tiempo, apareciendo en diecisiete obras de teatro en tres años. Fue miembro fundador de Infernal Bridegroom Productions -que era una compañía de teatro sin ánimo de lucro, que cerró en julio de 2007 por problemas económicos después de catorce años y una larga lista de premios- y apareció regularmente en el Stages Repertory Theatre.
Parsons se matriculó en la escuela de postgrado en la Universidad de San Diego en 1999. Fue uno de los siete estudiantes becados en un curso de máster especial de dos años en teatro clásico, impartido en asociación del The Old Globe Theater. Parsons se graduó en 2001 y se mudó a Nueva York para seguir con su carrera como actor.
Parsons remonta la historia de su familia en el programa de televisión Who Do You Think You Are? en septiembre de 2013 y descubrió el patrimonio francés por parte de su padre. Uno de sus antepasados fue el arquitecto francés Louis-François Trouard (1729-1804).
Vive entre Gramercy Park y Los Ángeles. En una entrevista para el New York Times en mayo de 2012, hizo pública su homosexualidad, así como ser pareja estable del productor Todd Spiewak, desde 2002. La pareja se casó en mayo de 2017.

## Carrera cinematográfica

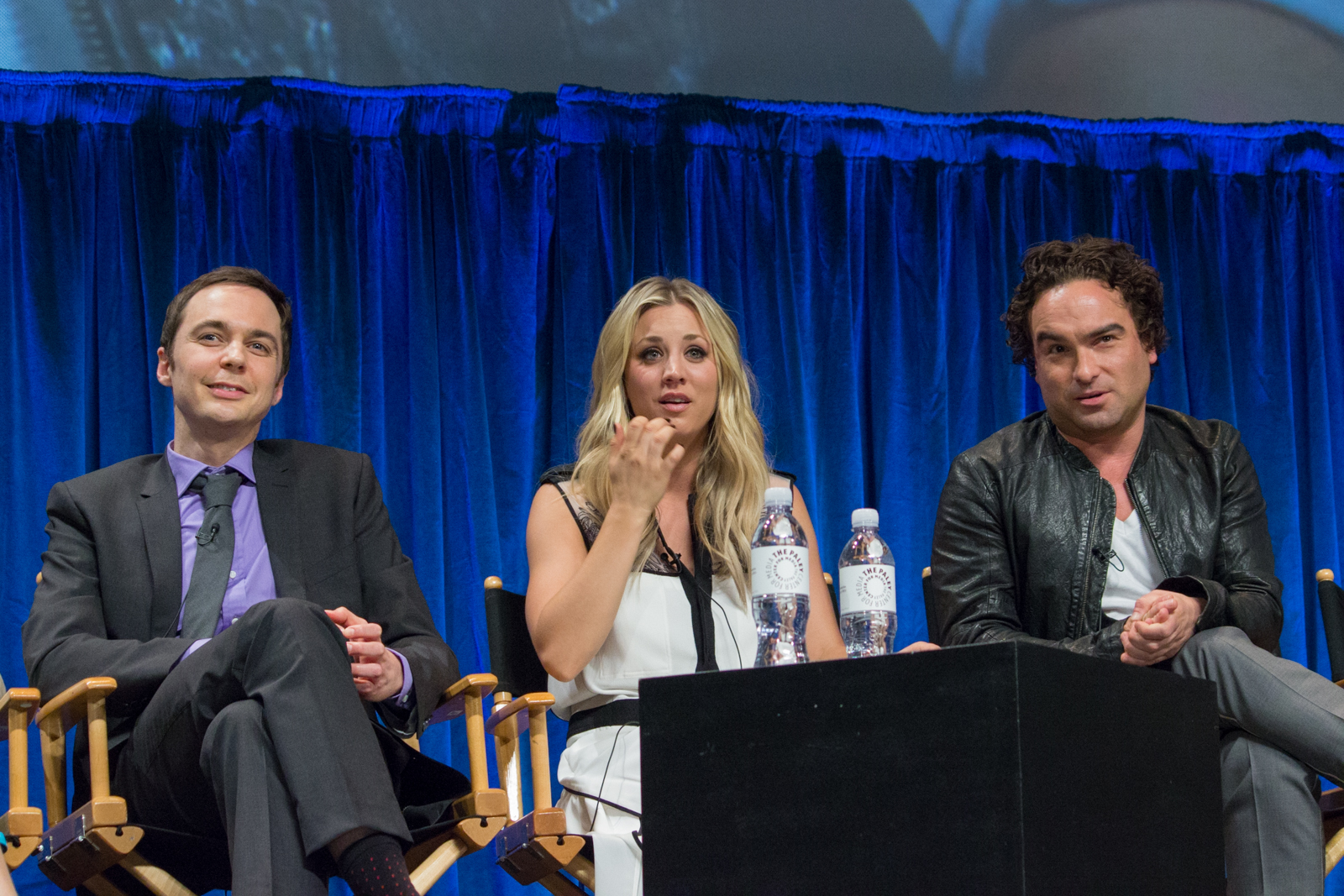
Parsons, Kaley Cuoco y Johnny Galecki, los protagonistas de The Big Bang Theory en 2013

En sus inicios, trabajó para Microsoft Sidewalk en Houston, Texas.
En sus inicios solo tuvo ofertas de espectáculos de bajo presupuesto de Broadway y distintos anuncios comerciales. Después de un tiempo obtuvo un pequeño papel en la serie Ed, y en la comedia dramática Garden State (2004). Parsons ha estimado que audicionó para entre quince y treinta pilotos de televisión, pero en muchas ocasiones cuando fue elegido, el programa no logró encontrar una cadena de televisión dispuesta a comprarlo. La excepción vino con The Big Bang Theory en 2007. Después de leer el guion piloto, Parsons sintió que el papel de Sheldon Cooper sería una muy buena opción para él. Aunque no sentía ningún tipo de relación con el personaje, quedó encantado con la estructura de diálogo, la forma en que los escritores "utilizan brillantemente esas palabras que la mayoría de nosotros no reconoce para crear ese ritmo. Era la oportunidad de bailar a través de ese diálogo, y de muchas maneras todavía lo es".
En su audición, Parsons impresionó tanto al creador de la serie Chuck Lorre que este insistió en una segunda audición para ver si Parsons podía replicar la actuación. Parsons fue elegido como Sheldon Cooper, un físico con apatía social que con frecuencia menosprecia a sus amigos y a la camarera que vive al otro lado del pasillo. El papel requiere que Parsons "recite línea tras línea de diálogo rítmico y bien compuesto, y luego haga algo con su cara o cuerpo durante el silencio que sigue". Parsons acredita su entrenamiento en la Universidad de San Diego con darle las herramientas para romper las líneas de Sheldon.
En 2009 obtuvo su primera nominación a los premios Emmy en la categoría de Mejor Actor en una Serie de Comedia.
El 7 de febrero de 2010 participó en un spot publicitario de Stand Up To Cancer, organización que se dedica a la lucha contra la enfermedad. Ésta se llamó "It's Up To You".
En junio de 2010 recibió una nominación a los Teen Choice Awards 2010, en la categoría Choice TV actor en comedia.
El 29 de agosto de 2010, en la 62.ª entrega de los premios Emmy, Parsons ganó el premio como mejor actor protagonista de comedia. El 16 de enero de 2011 ganó un Globo de Oro por mejor actor de comedia.
El 18 de septiembre de 2011, en la 63.ª entrega de los premios Emmy, Parsons ganó el premio como mejor actor protagonista de comedia.
En 2012 encabezó el elenco de la producción de Broadway Harvey, de Mary Chase en el personaje al que previamente había dado vida James Stewart.
El 22 de septiembre de 2013, en la 65.ª entrega de los premios Emmy, y tras haber perdido en 2012 a manos de Jon Cryer, Parsons vuelve a ganar el premio como mejor actor protagonista de comedia, obteniendo su tercera estatuilla.
El 25 de agosto de 2014, en la 66.ª edición de los Premios Primetime Emmy logra su cuarta estatuilla consecutiva como mejor actor protagonista de una serie de comedia por su personaje de Sheldon Cooper en la serie The Big Bang Theory.
El 12 de marzo de 2015 le fue otorgada una estrella (la número 2.545) en el Paseo de la Fama de Hollywood (Los Ángeles) por su papel como Sheldon Cooper en The Big Bang Theory, y desde ese mismo mes, su figura de cera está expuesta en el Museo Madame Tussauds de Orlando.

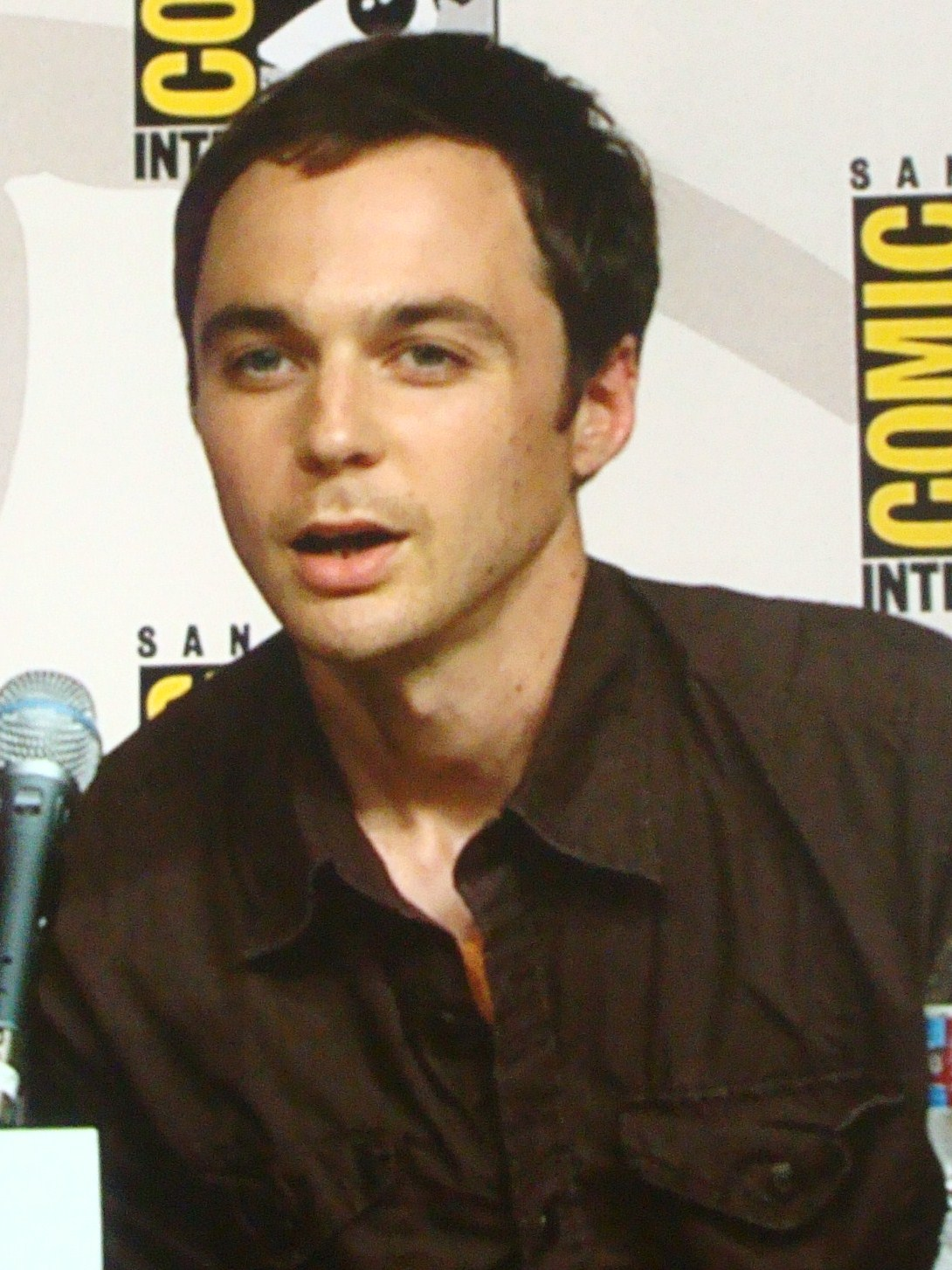
Parsons en 2009 en la Convención Internacional de Cómics de San Diego.

## Filmografía

### Cine

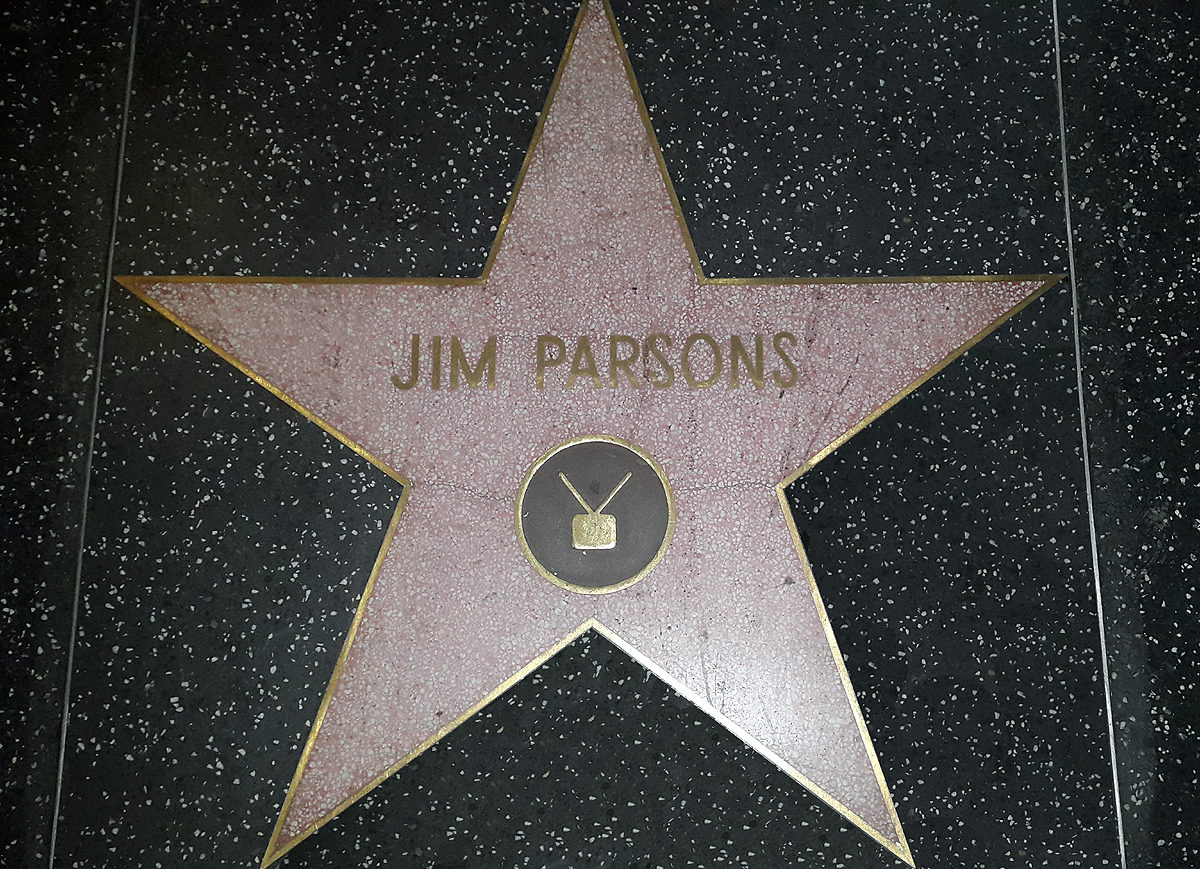
Estrella de Jim Parsons en el Paseo de la Fama de Hollywood

| Cine | Cine                                        | Cine                                     | Cine                             | Cine                 | Cine            |
| Año  | Título                                      | Título                                   | Título                           | Papel                | Director        |
| Año  | Título original                             | Título en España                         | Título en Hispanoamérica         | Papel                | Director        |
| ---- | ------------------------------------------- | ---------------------------------------- | -------------------------------- | -------------------- | --------------- |
| 2003 | Happy End                                   | Quiero ser famosa                        | Quiero ser famosa                | Asistente de casting | Amos Kollek     |
| 2004 | Garden State                                | Algo en común                            | Tiempo de volver                 | Tim                  | Zach Braff      |
| 2005 | Heights                                     | En la cumbre                             | Mentiras en Nueva York           | Oliver               | Chris Terrio    |
| 2005 | The Great New Wonderful                     | The Great New Wonderful                  | The Great New Wonderful          | Justin               | Danny Leiner    |
| 2005 | The King's Inn (Cortometraje)               | The King's Inn                           | The King's Inn                   | Sidney               | Max Finneran    |
| 2006 | 10 Items or Less                            | Dame 10 razones                          | Dame 10 razones                  | Recepcionista        | Brad Silberling |
| 2006 | School for Scoundrels                       | Escuela de pringaos                      | Escuela de idiotas               | Cameo                | Todd Phillips   |
| 2007 | On the Road with Judas                      | On the Road with Judas                   | On the Road with Judas           | Jimmy Pea            | J. J. Lask      |
| 2007 | Gardener of Eden                            | Gardener of Eden                         | Gardener of Eden                 | Spim                 | Kevin Connolly  |
| 2011 | The Big Year                                | El gran año                              | El gran año                      | Crane                | David Frankel   |
| 2011 | The Muppets                                 | Los Muppets                              | Los Muppets                      | Walter de humano     | James Bobin     |
| 2012 | Sunset Stories                              | Sunset Stories                           | Sunset Stories                   | Prince               | Silas Howard    |
| 2014 | Wish I Was Here                             | Ojalá estuviera aquí                     | Wish I Was Here                  | Paul                 | Zach Braff      |
| 2014 | The Normal Heart                            | Un corazón normal                        | The Normal Heart                 | Tommy Boatwright     | Ryan Murphy     |
| 2015 | Home                                        | Home: Hogar dulce hogar                  | Home: No hay lugar como el hogar | Oh (Voz)             | Tim Johnson     |
| 2015 | Visions                                     | Visiones                                 | Visiones                         | Dr. Mathison         | Kevin Greutert  |
| 2016 | Hidden Figures                              | Figuras ocultas                          | Talentos ocultos                 | Paul Stafford        | Theodore Melfi  |
| 2018 | A Kid Like Jake                             | A Kid Like Jake                          | A Kid Like Jake                  | Greg Wheeler         | Silas Howard    |
| 2019 | Extremely Wicked, Shockingly Evil, and Vile | Extremadamente cruel, malvado y perverso | Retrato de un asesino            | Larry Simpson        | Joe Berlinger   |
| 2020 | The boys in the band                        | Los chicos de la banda                   | Los chicos de la banda           | Michael              | Ryan Murphy     |

### Televisión
| 2002        | Ed                                              | Chet                                     | Serie de TV; Episodio: "The Road"                       |
| 2004        | Why Blitt?                                      | Mike                                     | Serie de TV del canal Fox; Episodio piloto              |
| 2004        | Taste                                           | Kris                                     | Serie de TV del canal CBS; Episodio piloto              |
| 2004–2005   | Judging Amy                                     | Rob Holbrook                             | Serie de TV; 7 Episodios                                |
| 2007–2019   | The Big Bang Theory                             | Sheldon Cooper                           | Serie de TV; Papel principal                            |
| 2009        | Family Guy                                      | Sheldon Cooper                           | Serie de TV; Episodio "Business Guy"                    |
| 2010        | Glenn Martin, DDS                               | Draven - Voz                             | Serie de TV; Episodio "Jackie's Get-Witch-Quick Scheme" |
| 2011        | The Super Hero Squad Show                       | Nightmare - Voz                          | Serie de TV; Episodio "Blind Rage Knows No Color"       |
| 2011        | Pound Puppies                                   | Milton Feltwaddle - Voz                  | Serie de TV; 2 Episodios                                |
| 2011        | iCarly                                          | Caleb                                    | Serie de TV; Episodio "iLost My Mind"                   |
| 2011        | Eureka                                          | Carl the Jeep - Voz                      | Serie de TV; Episodio "Do You See What I See"           |
| 2012        | Family Guy                                      | Gay-Jacker - Voz                         | Serie de TV; Episodio "Joe's Revenge"                   |
| 2012        | The High Fructose Adventures of Annoying Orange | Henry Applesauce - Voz                   | Serie de TV; Episodio "Generic Holiday Special"         |
| 2012        | Kick Buttowski: Suburban Daredevil              | Larry Wilder - Voz                       | Serie de TV; Episodio "Jock Wilder's Nature Camp"       |
| 2013        | Who Do You Think You Are?                       | Él mismo                                 | Serie documental de TV; Temporada 4, Episodio 8         |
| 2014        | Saturday Night Live                             | Él mismo como invitado                   | Serie de TV; Episodio "Jim Parsons/Beck"                |
| 2014        | The Normal Heart                                | Tommy                                    | Película para Televisión                                |
| 2014        | Elf: Buddy's Musical Christmas                  | Buddy - Voz                              | Película para Televisión                                |
| 2016        | SuperMansion                                    | Mr. Skibumpers - Voz                     | Serie de TV; Episodio "SuperMansion: War on Christmas"  |
| 2017        | Michael Jackson's Halloween                     | Hay Man - Voz                            | Documental                                              |
| 2017 - 2024 | El joven Sheldon                                | Sheldon Cooper(Versión adulta, narrador) | Productor                                               |
| 2020        | Hollywood                                       | Henry Wilson                             | Protagonista                                            |
| 2020        | Los Simpson                                     | Él mismo                                 | Episodio "Frinkcoin" (temporada 31)                     |

## Premios y nominaciones

### Premios Primetime Emmy
| Año  | Categoría                                      | Trabajo Nominado    | Resultado | Ref.   |
| ---- | ---------------------------------------------- | ------------------- | --------- | ------ |
| 2009 | Mejor actor - Serie de comedia                 | The Big Bang Theory | Nominado  | [ 18 ] |
| 2010 | Mejor actor - Serie de comedia                 | The Big Bang Theory | Ganador   | [ 18 ] |
| 2011 | Mejor actor - Serie de comedia                 | The Big Bang Theory | Ganador   | [ 18 ] |
| 2012 | Mejor actor - Serie de comedia                 | The Big Bang Theory | Nominado  | [ 18 ] |
| 2013 | Mejor actor - Serie de comedia                 | The Big Bang Theory | Ganador   | [ 18 ] |
| 2014 | Mejor actor - Serie de comedia                 | The Big Bang Theory | Ganador   | [ 18 ] |
| 2014 | Mejor actor de reparto - Miniserie o telefilme | The Normal Heart    | Nominado  | [ 18 ] |
| 2020 | Mejor actor de reparto - Miniserie o telefilme | Hollywood           | Nominado  | [ 18 ] |

### Premios Globo de Oro
| Año  | Categoría                      | Trabajo Nominado    | Resultado | Ref.   |
| ---- | ------------------------------ | ------------------- | --------- | ------ |
| 2011 | Mejor actor - Serie de comedia | The Big Bang Theory | Ganador   | [ 19 ] |
| 2013 | Mejor actor - Serie de comedia | The Big Bang Theory | Nominado  | [ 19 ] |
| 2014 | Mejor actor - Serie de comedia | The Big Bang Theory | Nominado  | [ 19 ] |

### Premio del Sindicato de Actores
| Año  | Categoría                        | Trabajo Nominado    | Resultado | Ref.   |
| ---- | -------------------------------- | ------------------- | --------- | ------ |
| 2012 | Mejor reparto - Serie de comedia | The Big Bang Theory | Nominado  | [ 20 ] |
| 2013 | Mejor actor - Serie de comedia   | The Big Bang Theory | Nominado  | [ 21 ] |
| 2013 | Mejor reparto - Serie de comedia | The Big Bang Theory | Nominado  | [ 21 ] |
| 2014 | Mejor actor - Serie de comedia   | The Big Bang Theory | Nominado  | [ 22 ] |
| 2014 | Mejor reparto - Serie de comedia | The Big Bang Theory | Nominado  | [ 22 ] |
| 2015 | Mejor actor - Serie de comedia   | The Big Bang Theory | Nominado  | [ 23 ] |
| 2015 | Mejor reparto - Serie de comedia | The Big Bang Theory | Nominado  | [ 23 ] |
| 2016 | Mejor reparto - Serie de comedia | The Big Bang Theory | Nominado  | [ 20 ] |

### Premios Satellite
| Año  | Categoría                   | Trabajo Nominado    | Resultado | Ref.   |
| ---- | --------------------------- | ------------------- | --------- | ------ |
| 2009 | Mejor actor - Serie comedia | The Big Bang Theory | Nominado  | [ 24 ] |
| 2010 | Mejor actor - Serie comedia | The Big Bang Theory | Nominado  | [ 25 ] |
| 2012 | Mejor actor - Serie comedia | The Big Bang Theory | Nominado  | [ 26 ] |
| 2013 | Mejor actor - Serie comedia | The Big Bang Theory | Nominado  | [ 27 ] |
| 2014 | Mejor actor - Serie comedia | The Big Bang Theory | Nominado  | [ 28 ] |